# Morano sul Po
Morano sul Po – miejscowość i gmina we Włoszech, w regionie Piemont, w prowincji Alessandria.
Według danych na styczeń 2010 gminę zamieszkiwało 1538 osób przy gęstości zaludnienia 86,9 os./1 km².